# Cyllognatha surajbe
Cyllognatha surajbe là một loài nhện trong họ Theridiidae.
Loài này thuộc chi Cyllognatha. Cyllognatha surajbe được miêu tả năm 1972 bởi Patel & Patel.